# Synonchiella roscoffiensis
Synonchiella roscoffiensis is een rondwormensoort uit de familie van de Selachinematidae.